# Lake Gillieson
Der Lake Gillieson ist ein See an der Ingrid-Christensen-Küste des ostantarktischen Prinzessin-Elisabeth-Lands. In den Larsemann Hills liegt er etwa 1,2 km nordöstlich des Blundell Peak auf der Ostseite der Halbinsel Stornes.
Das Antarctic Names Committee of Australia benannte ihn nach dem Limnologen David Gillieson von der University of New South Wales, der 1987 auf der Law-Racoviță-Station tätig war.